# Région de Galilée
Galileo Regio
Cet article concerne la région de Ganymède. Pour la région d'Israël, sur Terre, voir Galilée (région).
Pour les articles homonymes, voir Galilée.
La région de Galilée (désignation internationale : Galileo Regio) est une région de 4 439 km de diamètre située sur Ganymède. Elle a été nommée en référence à Galilée, astronome italien.